# جيريمي بلاك (مؤرخ)
جيريمي بلاك (بالإنجليزية: Jeremy Black)‏ هو مؤرخ بريطاني، ولد في 1 سبتمبر 1951 في ايزلورث في المملكة المتحدة، وتوفي في 28 أبريل 2004.